# أرماندو إسكوبار
أرماندو إسكوبار (بالإسبانية: Armando Escobar)‏ هو لاعب كرة قدم مكسيكي، ولد في 27 أغسطس 1993. لعب مع تامبيكو ماديرو.

## وصلات خارجية
- أرماندو إسكوبار على موقع قاعدة بيانات كرة القدم.إي يو (الإنجليزية)